# Rio Santa Cruz (vattendrag i Brasilien, Santa Catarina)
Rio Santa Cruz är ett vattendrag i Brasilien.   Det ligger i delstaten Santa Catarina, i den södra delen av landet, 1 400 km söder om huvudstaden Brasília.
I omgivningarna runt Rio Santa Cruz växer huvudsakligen savannskog. Runt Rio Santa Cruz är det glesbefolkat, med 11 invånare per kvadratkilometer.